# Platicrista itaquasconoide
Platicrista itaquasconoide är en djurart som tillhör fylumet trögkrypare, och som först beskrevs av Antonio Durante och Walter Maucci 1975.  Platicrista itaquasconoide ingår i släktet Platicrista och familjen Hypsibiidae. Inga underarter finns listade i Catalogue of Life.